# Шигау (Клуж)
Шигау (рум. Șigău) насеље је у Румунији у округу Клуж у општини Жикишу Де Жос. Oпштина се налази на надморској висини од 536 m.

## Становништво
Према подацима из 2002. године у насељу је живело 49 становника, од којих су сви румунске националности.